# Primer ministro de Zambia
El Primer Ministro de Zambia fue el jefe de gobierno de Zambia de 1973 a 1975, Mainza Chona fue la primera persona en ocupar el cargo después de la independencia del Reino Unido (Kenneth Kaunda fue el único primer ministro de Rhodesia del Norte en 1964, antes de que se independizara como Zambia).
El cargo de Primer Ministro de Zambia fue abolido en 1991, en los últimos meses del mandato presidencial de Kaunda. Desde entonces, el Presidente de Zambia se desempeña como jefe de Estado y jefe de Gobierno.

## Lista

### Partidos políticos
Partido Unido de la Independencia Nacional (UNIP)

### Primeros ministros
| Retrato                                                       | Nombre (Nacimiento–Fallecimiento)     | Término de oficina                    | Término de oficina                    | Término de oficina                    | Partido político                      |
| Retrato                                                       | Nombre (Nacimiento–Fallecimiento)     | Asumió el cargo                       | Dejó el cargo                         | Tiempo en la oficina                  | Partido político                      |
| Primer Ministro de Rhodesia del Norte                         | Primer Ministro de Rhodesia del Norte | Primer Ministro de Rhodesia del Norte | Primer Ministro de Rhodesia del Norte | Primer Ministro de Rhodesia del Norte | Primer Ministro de Rhodesia del Norte |
| ------------------------------------------------------------- | ------------------------------------- | ------------------------------------- | ------------------------------------- | ------------------------------------- | ------------------------------------- |
|                                                               | Kenneth Kaunda (1924–)                | 22 de enero de 1964                   | 24 de octubre de 1964                 | 276 días                              | UNIP                                  |
| Primeros Ministros de la República de Zambia                  |                                       |                                       |                                       |                                       |                                       |
| Puesto abolido (24 de octubre de 1964 - 25 de agosto de 1973) |                                       |                                       |                                       |                                       |                                       |
|                                                               | Mainza Chona (1930–2001)              | 25 de agosto de 1973                  | 27 de mayo de 1975                    | 1 año, 275 días                       | UNIP                                  |
|                                                               | Elijah Mudenda (1927–2008)            | 27 de mayo de 1975                    | 20 de julio de 1977                   | 2 años, 54 días                       | UNIP                                  |
|                                                               | Mainza Chona (1930–2001)              | 20 de julio de 1977                   | 15 de junio de 1978                   | 330 días                              | UNIP                                  |
|                                                               | Daniel Lisulo (1930–2000)             | 15 de junio de 1978                   | 18 de febrero de 1981                 | 2 años, 248 días                      | UNIP                                  |
|                                                               | Nalumino Mundia (1927–1988)           | 18 de febrero de 1981                 | 24 de abril de 1985                   | 4 años, 65 días                       | UNIP                                  |
|                                                               | Kebby Musokotwane (1946–1996)         | 24 de abril de 1985                   | 15 de marzo de 1989                   | 3 años, 325 días                      | UNIP                                  |
|                                                               | Malimba Masheke (1941–)               | 15 de marzo de 1989                   | 31 de agosto de 1991                  | 2 años, 169 días                      | UNIP                                  |
| Puesto abolido (31 de agosto de 1991)                         |                                       |                                       |                                       |                                       |                                       |